# Uroš Mirković
Uroš Mirković (cyryl. Урош Мирковић; ur. 11 stycznia 1982 w Prisztinie) – serbski koszykarz, występujący na pozycjach silnego skrzydłowego oraz środkowego, obecnie zawodnik KK Sloga Kraljevo.
25 listopada 2015 został zawodnikiem Polpharmy Starogard Gdański. 12 sierpnia 2017 podpisał umowę z TBV Startem Lublin.

## Osiągnięcia
Drużynowe
- 2-krotny brązowy medalista mistrzostw Polski (2010, 2012)
- Zdobywca Pucharu Polski (2011)
- 2-krotny finalista Pucharu Polski (2012, 2015)
- Uczestnik rozgrywek:
  - Eurocup (2013/14)
  - Ligi Adriatyckiej (2010/11, 2013/14)

Indywidualne
- MVP I ligi serbskiej (2009)
- Lider ligi serbskiej w zbiórkach (2009)

## Statystyki podczas występów w PLK
| Sezon     | Drużyna   | M  | S5 | MPG  | FG% | 3P% | FT% | RPG | APG | SPG | BPG | PPG |
| --------- | --------- | -- | -- | ---- | --- | --- | --- | --- | --- | --- | --- | --- |
| 2009/2010 | Polpharma | 37 | 12 | 21,0 | 50% | 32% | 68% | 4,8 | 1,1 | 0,8 | 0,4 | 8,5 |
| 2010/2011 | Polpharma | 21 | 2  | 20,8 | 51% | 36% | 57% | 4,8 | 1,0 | 0,5 | 0,8 | 9,6 |
| 2011/2012 | Zastal    | 45 | 17 | 21,4 | 45% | 33% | 61% | 5,3 | 1,1 | 0,6 | 0,6 | 7,4 |